# Menara Maybank
Maybank Tower (malayo:Menara Maybank) es un importante rascacielos y punto de atracción en Kuala Lumpur, Malasia. Situado cerca de Puduraya en el margen oriental del antiguo centro de Kuala Lumpur, la torre actúa como sede de Maybank, y alberga el Museo Numismático Maybank.

## Historia
La construcción de Menara Maybank comenzó en 1984 en Court Hill, en el lugar del edificio colonial Sessions Court, y fue completado en 1988. Antes de la construcción de las Torres Gemelas Petronas en 1995, Menara Maybank fue el edificio más alto de Kuala Lumpur con 244 m (801 pies) de altura, aproximadamente la mitad de las Torres Gemelas Petronas. La torre mantiene un papel importante en el skyline de la ciudad.

## Arquitectura

Modelo de masas que muestra la forma de la parte superior de Menara Maybank.

La planta de la torre consiste en dos prismas cuadrados que se intersecan entre sí en una de sus esquinas. Cada prisma incluye una azotea y base inferior inclinadas en dirección opuesta al otro prisma, mientras que la sección intermedia se eleva en ángulo perpendicular. Los principales puntos de acceso a la torre están situados en las dos esquinas de la estructura, que incluyen un espacio formado por la combinación de los dos prismas, cubiertos por techos triangulares escalonados.

## Más información
- Dupré, Judith (2008). Skyscrapers. Nueva York: Black Dog & Loventhal. pp. 96-97. ISBN 1884822452.
- Dupré, Judith (2008). Skyscrapers (Segunda edición). Nueva York: Black Dog & Loventhal. pp. 100-101. ISBN 1579127878.